# Leiothrix
Genre
Le genre Leiothrix regroupe deux espèces d'oiseaux appartenant à la famille des Leiothrichidae (anciennement à celle des Timaliidae).

## Liste des espèces
D'après la classification de référence (version 2.2, 2009) du Congrès ornithologique international (ordre phylogénique) :
- Leiothrix argentauris – Léiothrix à joues argentées
- Leiothrix lutea – Léiothrix jaune.